# 歌川芳豊 (2代目)
二代目 歌川芳豊（にだいめ うたがわ よしとよ、弘化元年11月6日〈1844年12月15日〉 - 没年不明）とは、江戸時代末期から明治時代にかけての浮世絵師。

## 来歴
初代歌川芳艶及び歌川芳豊の門人。本姓は川守、俗称栄太郎。歌川の画姓を称し一毫斎と号す。浅草茅町に住む。3歳のとき父を失い、幼時商家で奉公をしていたが、これを嫌って実家に帰り再三絵師になることを願ったので、15歳の時に母が芳艶に入門させた。その後歌川芳虎、歌川芳盛の食客となり、さらに初代芳豊の門人となる。芳豊が慶応2年（1866年）に没すると、その遺言により翌年二代目芳豊を襲名した。作画期は慶応から明治40年（1907年）の頃にかけてで、明治40年前後には初代芳豊と同様、浅草茅町から柳原土手にあった際物問屋長谷川久美之助の長谷川商店へ通って盛んに凧絵を描いていた。息子に川守梅香がおり、これも主に凧絵を描いた。また、門人には歌川豊月、橋本留吉がおり、この橋本留吉も凧絵師になっており、この留吉の門人に橋本禎造がいる。

## 作品
- 「成歓駅勝戦ノ図」　大判3枚続錦絵　国立国会図書館所蔵　※明治27年(1894年) 、長谷川久美之助版。日清戦争の戦争絵